# Božične poplave leta 1717
Božična poplava leta 1717 (nizozemsko Kerstvloed 1717; nemško Weihnachtsflut 1717; dansko Julestormfloden 1717 ) je bila posledica severozahodne nevihte, ki je na božično noč 1717 prizadela obalo Nizozemske, Nemčije in Skandinavije.

## Zgodovina
Skupno se je utopilo okoli 14.000 ljudi. To je bila zadnja velika nevihtna poplava na severu Nizozemske. Poplavne vode so dosegle mesta Groningen, Zwolle, Dokkum, Amsterdam in Haarlem. Številne vasi ob morju so bile popolnoma opustošene, na primer na zahodu Vlielanda in vasi za morskimi nasipi v provinci Groningen.
Lokalne skupnosti so se morale spopasti z izgubo prebivalstva, gospodarskim upadom in revščino. Nobenemu območju obale med Nizozemsko in Dansko ni bilo prizaneseno. Povsod so preboju nasipov sledile obsežne poplave ravninske dežele. Med Tønderjem v Slesvigu in Emdenom v Vzhodni Friziji se je utopilo okoli 9.000 ljudi. Nizozemska je imela 2500 žrtev. Najbolj prizadeta območja so bila v grofiji Oldenburg, okoli Jeverja, Kehdingena in kneževine Vzhodne Frizije. Butjadingen je izgubil 30 % svojega prebivalstva. Na vseh prizadetih obalnih območjih je bilo izgubljeno veliko število govedi. V Vzhodni Friziji je bilo popolnoma odplaknjenih 900 hiš. Škoda na nasipih in zapornicah je bila ogromna. Preživeli dolgo časa niso vedeli za usodo pogrešanih družinskih članov. Na primer, od 284 pogrešanih oseb iz Werduma v Vzhodni Friziji jih je bilo do 5. februarja 1718 najdenih le 32. Vpliv te nevihtne poplave v mrzlem zimskem času – dva dni po tej poplavi sta prišla močna zmrzal in sneženje – je v noči med 25. in 26. februarjem poslabšala še ena nevihtna poplava.